# Wietlica japońska
Wietlica japońska (Athyrium nipponicum) – gatunek paproci z rodziny wietlicowatych. Występuje w Japonii, Korei, północnych Chinach i na Tajwanie, gdzie jest rozpowszechnionym gatunkiem w lasach. Poza tym gatunek ten jest uprawiany w wielu regionach świata, zwłaszcza w odmianach o liściach barwnych (srebrzystych, nabiegłych fioletowo). W ujęciu The Plant List właściwą nazwą gatunku jest Anisocampium niponicum (Mett.) Y.C.Liu, W.L. Chiou & M. Kato, jednak w systemie PPG I (2016) rodzaj Anisocampium włączony został ponownie do rodzaju Athyrium.

## Morfologia
PokrójKłącze krótkie do długiego. Liście osiągają 30–40 (60) cm wysokości.
LiścieU formy typowej ogonek liściowy do połowy długości fioletowo nabiegły, z rzadkimi, brązowymi łuskami. Blaszka liściowa zielona (u odmian uprawnych może być inaczej ubarwiona, zwłaszcza srebrzyście), podwójnie pierzasto złożona z odcinkami pierzasto klapowanymi. Listków jest 8 do 12 par.
ZarodnieKupki zarodni okryte zawijką znajdują się na spodniej stronie blaszki liściowej, są półksiężycowate i w kształcie litery J.

## Uprawa
Ze względu na wiele niezwykłych kolorów liści, które mogą zmieniać barwę zależnie od pory roku i warunków wietlica japońska znalazła zastosowanie w ogrodnictwie.
Wymaga gleb wilgotnych, żyznych oraz lekko kwaśnych. Rośnie na stanowiskach cienistych. Gatunek ten jest wrażliwy na przymrozki, dlatego też wymaga okrycia na zimę.